# Ralph Knebel (Koch)
 Ralph Knebel (* 1973 in Regensburg) ist ein deutscher Koch.

## Werdegang
Knebel kochte nach der Ausbildung im Restaurant Traube bei Dieter L. Kaufmann in Grevenbroich. Bis 2004 arbeitete er bei Alfred Friedrich im Restaurant Marcobrunn im Schloss Reinhartshausen in Eltville am Rhein. 
Seit 2008 ist Knebel Küchenchef im Hotel-Restaurant Erbprinz, das seit 2012 wieder mit einem Stern im Guide Michelin ausgezeichnet wird. Seine Frau Jasmina Knebel arbeitet ebenfalls im Erbprinz als Pâtissière.

## Auszeichnungen
- Seit 2012: Ein Michelin-Stern im Erbprinz